# Striga squamigera
Striga squamigera är en snyltrotsväxtart som beskrevs av W.R. Barker. Striga squamigera ingår i släktet Striga och familjen snyltrotsväxter. Inga underarter finns listade i Catalogue of Life.